# Centrodera
Centrodera là một chi bọ cánh cứng trong phân họ Lepturinae.

## Các loài
Các loài gồm::
- Centrodera autumnata Leech, 1963
- Centrodera dayi Leech, 1963
- Centrodera decolorata (Harris, 1841)
- Centrodera minima Linsley & Chemsak, 1972
- Centrodera nevadica LeConte, 1873
- Centrodera oculata Casey, 1913
- Centrodera osburni Knull, 1947
- Centrodera quadrimaculata (Champlain & Knull, 1922)
- Centrodera spurca (LeConte, 1857)
- Centrodera sublineata LeConte, 1862
- Centrodera tenera Casey, 1913